# Deportivo Alavés
Der Club Deportivo Alavés, kurz Deportivo Alavés, ist ein spanischer Fußballverein aus Vitoria-Gasteiz, der Hauptstadt des Baskenlands und der baskischen Provinz Álava.
Der in der Saison 2023/24 in der Primera División, der höchsten spanischen Liga spielende Verein trägt seine Heimspiele mit blau-weiß gestreiften Trikots und blauen Hosen im Estadio Mendizorrotza aus; es hat eine Kapazität von 19.840 Zuschauern.

## Geschichte

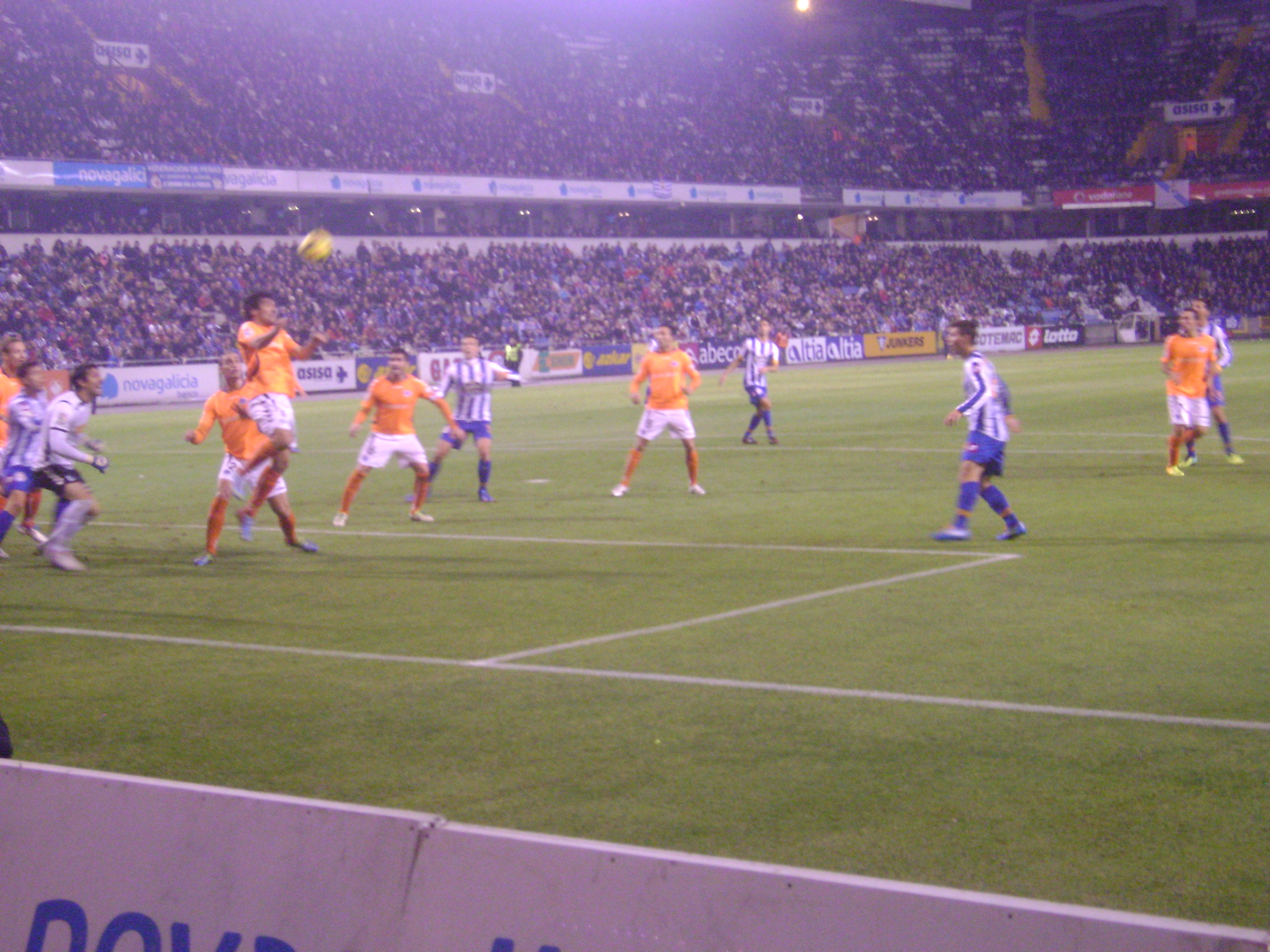
Deportivo La Coruña vs. Deportivo Alavés.

Der Verein wurde 1921 gegründet. Anfangs „Sport Friends“ genannt, wurde der Name bereits am 21. Januar 1921 in Club Deportivo Alavés geändert.
Obwohl Deportivo Alavés hinter Athletic Bilbao und Real Sociedad San Sebastián der drittgrößte Verein des Baskenlandes ist und bereits 1930 das erste Mal in die oberste Klasse aufstieg, kann der Verein kaum Erstligapräsenz aufweisen. Insgesamt verbrachte der Klub bisher fünfzehn Spielzeiten in der Primera División.
Mitte der 1980er-Jahre stand der Klub vor dem Konkurs, den das Team mit Hilfe von Athletic Bilbao und dem Verkauf des späteren Nationaltorhüters Andoni Zubizarreta abwenden konnte.
Die erfolgreichste Zeit des Vereins war von 1998 bis 2003, als der Verein fünf Jahre in Folge erstklassig war und 2001 mit dem Einzug in das UEFA-Pokal-Finale den größten Erfolg der Vereinsgeschichte erreichte. In diesem Endspiel im Westfalenstadion unterlag die Mannschaft mit 4:5 nach Golden Goal gegen den FC Liverpool.
El Glorioso („der Glorreiche“) musste nach der Saison 2002/03 den Gang in die Zweitklassigkeit antreten. Zur Saison 2005/06 konnte der Verein wieder in die Primera División aufsteigen, belegte am Saisonende aber den 18. Tabellenplatz und stieg sofort wieder ab. In den folgenden zwei Jahren konnte der Absturz in die Drittklassigkeit zunächst knapp verhindert werden. Am Ende der Saison 2008/09 musste der Verein jedoch den Gang in die Segunda División B antreten. In der Spielzeit 2012/13 gelang Alavés vier Jahre nach dem Abstieg die Rückkehr in die Zweitklassigkeit.
Zum Abschluss der Saison 2015/16 gelang nach zehn Jahren der Aufstieg in die Primera División. In der anschließenden Saison 2016/17 spielte Alavés auf nationaler Ebene gut mit. In der Copa del Rey wurden Gimnàstic de Tarragona (3:0 a; 3:0 h), Deportivo La Coruña (2:2 a; 1:1 h), AD Alcorcón (2:0 a; 0:0 h) und Celta Vigo (0:0 a; 1:0 h) allesamt überstanden, sodass man erstmals das Finale des Wettbewerbs erreicht hat. Dieses ging jedoch mit 1:3 gegen den FC Barcelona verloren. In der Liga erreichte man Platz 9.
In den anschließenden Spielzeiten konnte man aber nicht annähernd an die bisherigen starken Leistungen anknüpfen. Zwar konnte man das Viertelfinale der Copa del Rey 2017/18 erreichen, nahm aber leistungstechnisch immer weiter ab, sodass es in der Saison 2021/22 zum letzten Tabellenplatz und damit zum Abstieg kam. In der anschließenden Spielzeit gelang aber der sofortige Wiederaufstieg als Viertplatzierter. In den Play-offs besiegte man die SD Eibar (1:1 a; 2:0 h) und die UD Levante (0:0 h; 0:1 a).

## Ligazugehörigkeit
- Primera División: 15 Spielzeiten
  - 1930/31–1932/33; 1954/55–1955/56; 1998/99–2002/03; 2005/06; 2016/17–2018/19; 2023/24
- Segunda División: 34 Spielzeiten
- Segunda División B: 12 Spielzeiten
- Tercera División: 22 Spielzeiten

## Aktueller Kader 2024/25
| Nr.                | Nat.             | Name              | Geburtsdatum  | im Verein seit | Vertrag bis |
| Torhüter           | Torhüter         | Torhüter          | Torhüter      | Torhüter       | Torhüter    |
| ------------------ | ---------------- | ----------------- | ------------- | -------------- | ----------- |
| 01                 | Spanien          | Antonio Sivera    | 11. Aug. 1996 | 2017           | 2027        |
| 13                 | Äquatorialguinea | Jesús Owono       | 1. März 2001  | 2022           | 2026        |
| 31                 | Argentinien      | Adrián Rodríguez  | 12. Dez. 2000 | 2020           | 2027        |
| Abwehrspieler      |                  |                   |               |                |             |
| 02                 | Argentinien      | Facundo Garcés    | 5. Sep. 1999  | 2025           | 2028        |
| 03                 | Spanien          | Manu Sánchez      | 24. Aug. 2000 | 2024           | 2025        |
| 04                 | Serbien          | Aleksandar Sedlar | 13. Dez. 1991 | 2022           | 2025        |
| 05                 | Marokko          | Abdel Abqar       | 10. März 1999 | 2022           | 2025        |
| 12                 | Uruguay          | Santiago Mouriño  | 13. Feb. 2002 | 2024           | 2029        |
| 14                 | Argentinien      | Nahuel Tenaglia   | 21. Feb. 1996 | 2022           | 2027        |
| 16                 | Spanien          | Hugo Novoa        | 24. Jan. 2003 | 2024           | 2029        |
| 22                 | Mali             | Moussa Diarra     | 10. Nov. 2000 | 2024           | 2028        |
| 36                 | Spanien          | Adrián Pica       | 25. Apr. 2002 | 2024           | 2026        |
| Mittelfeldspieler  |                  |                   |               |                |             |
| 06                 | Spanien          | Ander Guevara     | 7. Juli 1997  | 2023           | 2027        |
| 07                 | Spanien          | Carlos Vicente    | 23. Apr. 1999 | 2024           | 2027        |
| 08                 | Spanien          | Antonio Blanco    | 23. Juli 2000 | 2023           | 2027        |
| 10                 | Argentinien      | Tomás Conechny    | 30. März 1998 | 2024           | 2028        |
| 18                 | Spanien          | Jon Guridi        | 28. Feb. 1995 | 2022           | 2026        |
| 21                 | Spanien          | Carles Aleñá      | 5. Nov. 1993  | 2025           | 2025        |
| 23                 | Uruguay          | Carlos Protesoni  | 30. März 1998 | 2022           | 2026        |
| 24                 | Spanien          | Joan Jordán       | 6. Juli 1994  | 2024           | 2025        |
| Stürmer            |                  |                   |               |                |             |
| 09                 | Spanien          | Asier Villalibre  | 30. Sep. 1997 | 2024           | 2028        |
| 11                 | Spanien          | Toni Martínez     | 30. Juni 1997 | 2024           | 2028        |
| 15                 | Spanien          | Carlos Martín     | 22. Apr. 2002 | 2024           | 2025        |
| 17                 | Spanien          | Kike García       | 25. Nov. 1989 | 2023           | 2025        |
| 19                 | Spanien          | Pau Cabanes       | 17. Feb. 2005 | 2025           | 2025        |
| Stand: 3. Mai 2025 |                  |                   |               |                |             |

## Ehemalige Spieler
- Jorge Valdano
- John Aloisi
- Cosmin Contra
- Jordi Cruyff
- Dan Eggen
- Meho Kodro
- Bogdan Mara
- Javi Moreno
- Antonio Pacheco
- Julio Salinas
- Raúl Tamudo
- Martín Palermo

## Trainer
- Rafael Iriondo (1958)
- Mané (1984–1985, 1997–2003)

## Frauenfußball
Der Klub betreibt seit dem Jahr 2017 eine Frauenfußballabteilung die unter dem Namen Deportivo Alavés Gloriosas spielt. Die erste Mannschaft erreichte in der Spielzeit 2020/21 den Aufstieg in die Primera División.